# Флејминг горџ (језеро)
Флејминг горџ (енгл. Flaming Gorge Reservoir) је вештачко језеро у Сједињеним Америчким Државама. Налази се на територији америчких савезних држава Јута и Вајоминг. Површина језера износи 171 km².